# Albert Tepel
Reinhard Albert Ludwig Christian Eduard Tepel (* 4. Februar 1835 in Rhoden; † 28. November 1900 in Pyrmont) war ein deutscher Kanzleirat und Politiker.
Tepel war der Sohn des Amtspedells Johann Anton Tepel (1807–1863) und dessen Ehefrau Louise Friederike Christiane, geborene Nelle (* 1810). Er heiratete am 11. Mai 1860 in Korbach Isabella Wilhelmine Friederike Leusmann (1835–1905).
Tepel war Amtsgerichtssekretär und Kanzleirat in Pyrmont. Dort war er Vorsitzender der Spar- und Leihkasse und des Pyrmonter Kreditvereins sowie Vertreter des Kreisamtmanns.
Von 1887 bis 1893 war er Abgeordneter im Landtag des Fürstentums Waldeck-Pyrmont. Er wurde im Wahlkreis Kreis der Eder gewählt.